# Жепниця
Жепниця (пол. Rzepnica, нім. Groß Zechinen) — село в Польщі, у гміні Битів Битівського повіту Поморського воєводства.
Населення — 1006 осіб (2011).

## Демографія
Демографічна структура станом на 31 березня 2011 року:
|          | Загалом | Допрацездатний вік | Працездатний вік | Постпрацездатний вік |
| -------- | ------- | ------------------ | ---------------- | -------------------- |
| Чоловіки | 518     | 192                | 307              | 19                   |
| Жінки    | 488     | 147                | 302              | 39                   |
| Разом    | 1006    | 339                | 609              | 58                   |